# 1810 en architecture
| Années de l'architecture : 1807 - 1808 - 1809 - 1810 - 1811 - 1812 - 1813    |
| Décennies de l'architecture : 1780 - 1790 - 1800 - 1810 - 1820 - 1830 - 1840 |

Cet article présente les faits marquants de l'année 1810 en architecture.

## Événements
- 15 août : Inauguration de la colonne Vendôme.
- Cente et démolition de l'abbaye de Cluny.

## Récompenses
- Prix de Rome : Martin-Pierre Gauthier.